# IWA・JAPAN
I.W.A.JAPAN（アイ・ダブリュー・エー・ジャパン、インターナショナル・レスリング・アソシエーション・ジャパン）は、かつて存在した日本のプロレス団体。

## 歴史

### ビクター・キニョネス体制
1994年4月8日、W★INGプロモーションを代表の茨城清志と共に二人三脚体制で支えてきたビクター・キニョネスが崩壊したW★INGに残された元所属選手を救済する目的でIWAの日本支部的な位置付けとして設立。メンバーはジ・ウィンガー、荒谷信孝、中牧昭二、小野浩志、フリーの金村ゆきひろ。オーナーはキニョネスだったが登記などの理由からキニョネスの親友である若手実業家の庄司信一を代表に迎えた。5月21日、横須賀臨海公園特設会場で旗揚げ前夜祭を開催。5月23日、後楽園ホールで旗揚げ戦を開催。荒谷と金村をエースとして他の選手たちが屋台骨を支えて、キニョネスがブッキングした外国人選手によるデスマッチが絡む図式を展開していた。7月、庄司がトラブルで失踪によりキニョネスが代表に就任。8月、金村が離脱。12月、中牧と小野がタッグチーム「血みどろブラザーズ」を結成。
1995年3月、荒谷が退団。5月、FMWを退団したターザン後藤、ミスター雁之助、フライングキッド市原のユニット「真FMW軍」が参戦。8月20日、初の川崎球場大会を開催。同日、中牧対小野によるスクランブルハングハウス画鋲デスマッチ（負けた選手は引退）が行われて敗れた小野は引退された。同年、NWAに加盟。11月27日から12月9日、「NWA世界タッグリーグ戦」を開催。戸田市スポーツセンター大会で決勝が行われて後藤&雁之助組が優勝。
1996年1月、キニョネスが代表辞任及び退社により浅野起州が代表に就任。これに呼応する形で中牧が退団。

### 浅野起州体制（第1次）
2月、WWFで極東担当を務めていた佐藤昭雄を専務取締役として招聘。6月、佐藤のラインからECWとの業務提携を発表。8月10日の横浜文化体育館大会、8月11日の後楽園ホール大会「I.W.A.JAPAN2周年記念特別興行」にECWからレイヴェン、トミー・ドリーマー、ジョン・クローナス、ペリー・サターン、ババ・レイ・ダッドリー、スティービー・リチャーズを招聘。8月、岡野隆史（ジ・ウィンガー）が退団。10月7日、佐藤がFFFの発足に関与して退社。これに呼応する形で真FMW軍が離脱。

### 山田圭介体制
10月26日、浅野が代表を辞任により山田圭介が代表に就任。
1997年、存続の危機を迎えることになったが浅野の窮地を見かねたザ・グレート・カブキの入団で活動を持続することが出来ていた。
1998年9月7日、後楽園ホールでカブキの引退試合が行われた。
1999年5月16日、山田が代表辞任及び退団により浅野が代表に就任。

### 浅野起州体制（第2次）
何度も存続の危機に見舞われるが小規模会場をメインとしながら継続的な興行の開催、ネームバリューがある外国人選手の招聘、プロレスリング・ノアとの友好関係で危機を乗り越えていた。
2000年代からはハル・ミヤコが率いる謎の集団「UMA軍団」を中心とした「新宿二丁目劇場」と銘打ったコミカルなアングルを展開していた。
2011年6月26日、浅野の地元岩沼で東北地方太平洋沖地震（東日本大震災）の復興支援イベントを開催。
2012年9月30日、浅野が10月1日で60歳の誕生日を記念して新宿FACE大会「金六〇祭 浅野起州還暦記念大試合」を開催。
2014年9月29日、浅野が体調面の不安から年内での引退、I.W.A.JAPANの活動休止を発表。10月13日、新宿FACE大会「不滅の飯屋魂」を最後に活動休止。また、メインイベントで「浅野起州代理引退記念試合」が行われて浅野の代理人をノアの小峠篤司が務めた。なお、会社は存続しており、UMA軍団のマネジメントを事業としている。
2024年10月5日、一膳飯太郎、河童小僧、レフェリーの佐藤淳一、UMA軍団代理人のミヤコ、UMA研究家の岡本英郎が記者会見を行ってI.W.A.JAPANの解散。ただし、ミヤコはI.W.A.JAPANは解散するがUMA軍団は何らかの形で存続したい意向を示している。11月12日、自宅で浅野が病気により死去。享年72歳。

## タイトル
- IWA三冠統一王座
- IWA世界タッグ王座

## 最終所属選手

### 正規軍
- 一膳飯太郎

### UMA軍団
2008年9月、プロレス界に突如現れた未確認生物（UMA）の姿をした選手たちで結成された謎の軍団。I.W.A.JAPANを主戦場としてプロレス界において異質な活動を続けている。2016年4月、UMA研究家の岡本英郎によるプロデュース商品「UMA軍団ソフビシリーズ」が発売された。
- ハル・ミヤコ（代理人）
- 河童小僧
- 河童小町
- 河童小鉢
- 新作・河童小僧
- ゴム人間
- ゴム人間ゴロー
- ゴム人間シロー
- デスワーム（♀）
- 脱皮後のデスワーム（♀）
- 宇宙人グレイ
- チュパ
- ビッグフット
- 雪男
- 嘆きの宿借姫
- 杏仁師範
- 麻婆師範
- 漁業仮面さくらえび
- 足立区の巨大モグラ
- 中年モグラ男
- のっぺらぼう

## 歴代所属選手

### 男子選手
- 志賀悟（現：シャドウWX）
- 田尻義博（現：TAJIRI）
- 荒谷信孝（現：荒谷望誉）
- 中牧昭二
- 小野浩志
- 田上泰助
- 岡野隆史（現：ジ・ウィンガー）
- 月岡明則（現：くいしんぼう仮面）
- 山田圭介（現：ブラックバファロー）
- トルトゥガー
- ザ・グレート・カブキ
- 山下義也（現：YOSHIYA）
- 高橋冬樹（旧：新岩大樹）
- 佐藤竜騎士（旧：佐藤孝至）
- 宇和野貴史
- 木藤裕次
- チョコボール向井
- 松田慶三
- 平野勝美
- ザ・グレート・タケル（旧：タケル）
- 菅原裕二
- 中村政則
- 岸勝也
- 西山秀紘
- 杉山俊喜
- 小部卓真

### 女子選手
- 市来貴代子
- 元川恵美
- 西堀幸恵
- 門田幸子
- 新谷朋江
- 竹迫望美

## 歴代スタッフ
- パンチョ軽部（レフェリー）
- マーティー浅見（レフェリー）
- 内山彰吾（レフェリー）
- 佐藤淳一（レフェリー）
- 安芸こうじ（レフェリー）
- 菊池直人（リングアナウンサー）
- 鈴木政二（リングアナウンサー）

## 来日外国人選手

### 男子選手
- アギラ・ネグラ
- アニマル・ウォリアー
- アブドーラ・ザ・ブッチャー
- エル・ダンディ
- エル・テハノ
- オリエンタル
- カクタス・ジャック
- キングコング・バンディ
- クラッシュ・ザ・ターミネーター
- グラン・アパッチェ
- クリプト・キーパー（英語版）
- コンガ・ザ・バーバリアン
- ザ・ヘッドハンターズ（ヘッドハンターA&ヘッドハンターB）
- ジ・アイスマン（英語版）
- ジェイソン・ザ・テリブル
- ジプシー・ジョー
- ジャイアント・キマラ（2代目）
- ジョージ・ハインズ
- ジョニー・スミス
- ジョン・クローナス
- シルバー・キング
- スティービー・リチャーズ
- スティーブ・ウィリアムス
- スペル・アストロ
- タイガー・ジェット・シン
- ダン・スバーン
- ディック・スレーター
- ディック・マードック
- テッド・デビアス
- テリー・ゴディ
- テリー・テイラー
- テリー・ファンク
- ドクター・ルーサー（英語版）
- トミー・ドリーマー
- トミー・ロジャース
- トレイシー・スマザーズ
- ハクソー・ジム・ドゥガン
- ババ・レイ・ダッドリー
- バリー・ウインダム
- バンパイア・ウォリアー
- ビッグ・ボスマン
- ブライアン・クリストファー
- ブルーザー・コング
- フレディ・クルーガー
- ペリー・サターン
- ボビー・フルトン
- マーティ・ジャネッティ
- マイク・セグラ
- マイク・ロトンド
- ミステリオッソ
- ミステル・ニエブラ
- ミゲル・ペレス・ジュニア
- レイヴェン
- レイ・ブカネロ
- レザーフェイス（初代）
- レザーフェイス（英語版）（2代目）
- ロバート・ギブソン

### 女子選手
- シンティア・モレノ
- ルナ・バション

## お食事処 花膳

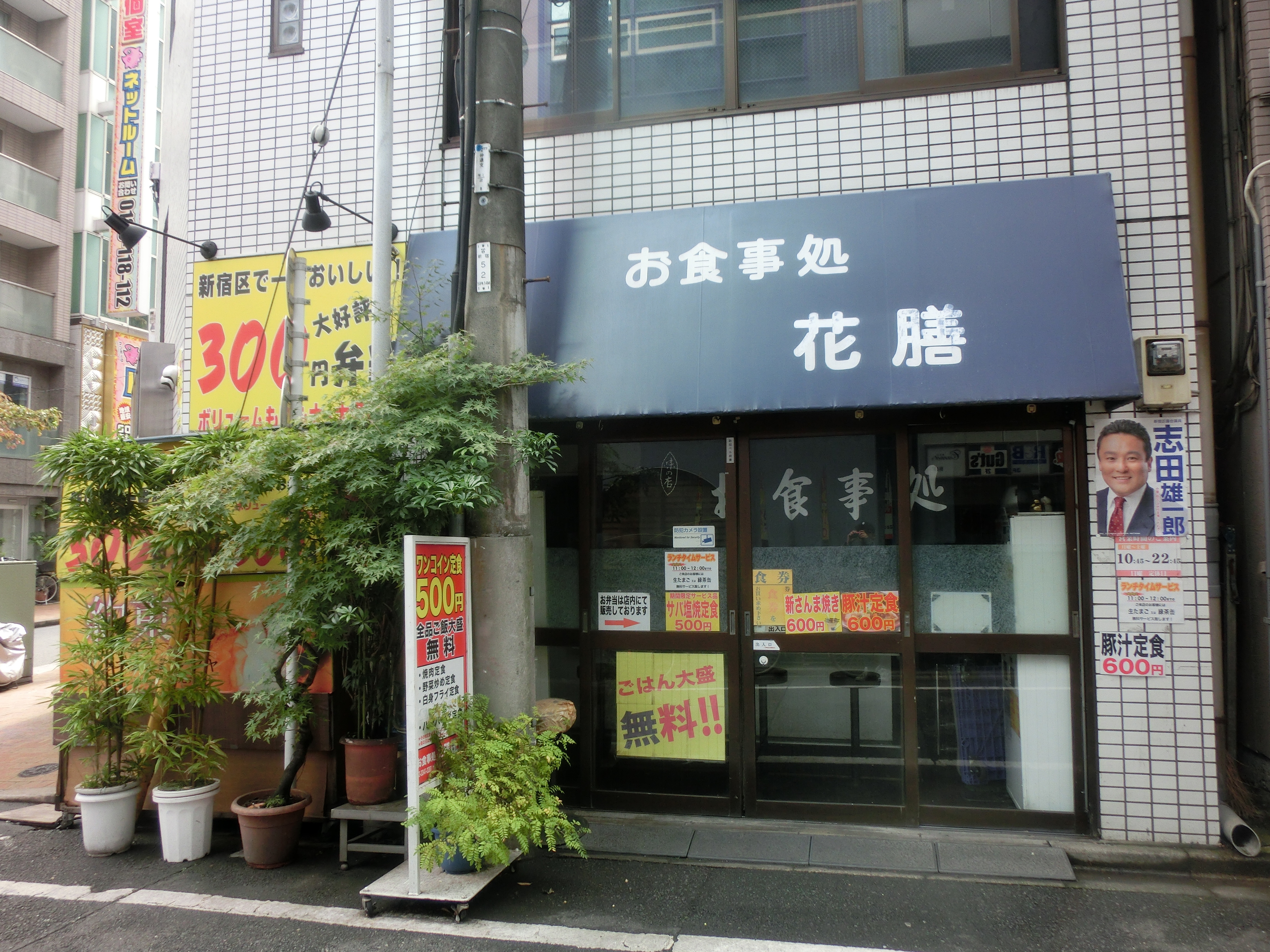
お食事処 花膳

浅野起州が運営していた飲食店。2024年、浅野が体調面の不安から閉店することを発表。